# Zuzzurro
Zuzzurro, pseudonimo di Andrea Maria Cipriano Brambilla (Varese, 21 agosto 1946 – Milano, 24 ottobre 2013), è stato un comico, cabarettista, attore e regista teatrale italiano, noto per il lungo sodalizio artistico con il cognato Nino Formicola, con il quale formò il duo comico-cabarettistico Zuzzurro e Gaspare.

## Biografia
Nel 1976 ha conosciuto al Derby Club di Milano Nino Formicola, diventato suo cognato l'anno dopo, con cui ha dato vita all'affiatata coppia Zuzzurro e Gaspare. I due sono apparsi per la prima volta in televisione nel 1978 nella trasmissione della RAI Non stop e l'anno dopo hanno partecipato a La sberla, in cui hanno proposto la macchietta dell'ingenuo commissario e del suo fido assistente. Hanno raggiunto la popolarità con Drive In, varietà a cui hanno partecipato inizialmente solo in qualità di ospiti, e in seguito entrando nel cast fisso.
Nel 1986 hanno lasciato temporaneamente la televisione per dedicarsi al teatro, interpretando nella commedia di Neil Simon Andy e Norman (riproposta su Italia 1 nel 1991) il ruolo di due giornalisti costretti a sbarcare il lunario scrivendo articoli dozzinali per ogni genere di rivista, ed entrambi innamorati della loro vicina di casa. Nel 1989 è nel cast di Emilio, programma comico in onda su Italia 1 di cui è anche coautore insieme con Nino Formicola.
Dopo l'esperienza de Il TG delle vacanze (1992) e di Dido... menica (1992-1993) sono tornati alla RAI dopo quindici anni di assenza e nel 1994 vi hanno condotto Miraggi, la doppia ministriscia serale in onda a ridosso del TG1, unitamente al varietà Saxa Rubra su Rai 3. Nell'estate 1996 la coppia è tornata a lavorare per i network privati, partecipando al varietà di Canale 5 Sotto a chi tocca condotto da Pippo Franco.
Il 9 gennaio 2002 Brambilla ha un grave incidente stradale tra i caselli di Casei Gerola e Castelnuovo Scrivia sull'autostrada Milano-Genova  e viene ricoverato ad Alessandria; l'attività della coppia si è così interrotta, per poi ripartire con nuovi spettacoli teatrali il 29 maggio dello stesso anno e facendo qualche saltuaria apparizione televisiva. Dopo aver partecipato ad alcune puntate di Paperissima (2002), il 15 e 16 aprile 2005 hanno condotto Striscia la notizia e il 26 gennaio, il 2 febbraio e il 30 marzo 2010 effettuano comparse a Zelig Circus. Dal novembre 2012 entrano a far parte del cast dei conduttori della rete televisiva Vero.
Nel settembre 2013 Zuzzurro rende pubblico di essere malato di carcinoma polmonare e che, nonostante la cura preveda una chemioterapia e la radioterapia, continuerà comunque a lavorare. Muore a Milano il 24 ottobre 2013, all'età di 67 anni.

## Origine del nome
Il nome Zuzzurro è ispirato a una scena del film Il giudizio universale di Vittorio De Sica: in una delle sequenze finali, si sente una voce dal cielo annunciare che alle 18 sarebbe incominciato il giudizio universale, e che si sarebbe proceduto in ordine alfabetico. A quel punto un vecchietto urla felice: "Io mi chiamo Zuzzurro!". Questa sequenza divertì molto il comico, che decise quindi di scegliere Zuzzurro quale nome d'arte, come dichiarato in numerose interviste.

## Filmografia
- La liceale al mare con l'amica di papà, regia di Marino Girolami (1980)
- L'esercito più pazzo del mondo, regia di Marino Girolami (1981)
- Andy & Norman – serie TV (1991-1992)
- Belle al bar, regia di Alessandro Benvenuti (1994)
- Linda e il brigadiere – serie TV, episodio 1x01 (1997)
- I miei più cari amici, regia di Alessandro Benvenuti (1998)
- Tutti gli uomini del deficiente, regia di Paolo Costella (1999)

## Teatro
- Andy e Norman (1986)
- Letto a tre piazze (1997)
- Rumori fuori scena (1998)[7]
- Sarta per signora (2007)[8]
- Scherzi di Anton Čechov (2008)[9]
- La cena dei cretini (2011)

## Programmi televisivi
- Non stop (1978)
- La sberla (1979)
- Drive In (1983-1986)
- Emilio (1989-1990)
- Il TG delle vacanze (1992)
- Dido... menica (1992-1993)
- Miraggi (1994)
- Saxa Rubra (1994)
- Sotto a chi tocca (1996-1997)
- Paperissima (2002)
- Striscia la notizia (2005), una puntata
- Quelli che... il calcio (2007), una puntata
- Striscia la notizia (2010), una puntata
- Zelig Circus (2010), una puntata
- Zelig Circus (2012), una puntata

## Doppiaggio
- Hercules (1997) - Voce di Pena